# کیمون گئورگیف
کیمون گئورگیف (بلغاری: Кимон Георгиев Стоянов؛ ۱۱ اوت ۱۸۸۲ – ۲۸ سپتامبر ۱۹۶۹) یک سیاست‌مدار اهل بلغارستان بود.